# Sklodowskita
La sklodowskita és un mineral de la classe dels nesosilicats, i dins d'aquesta pertany a l'anomenat “grup de la sklodowskita”. Va ser descoberta per Alfred Schoep (1881-1966) l'any 1924 en una mina de la província de Katanga (República Democràtica del Congo), sent nomenada així en honor de Marie Curie, el nom del qual de soltera era Marie Sklodowska.
Un sinònim poc usat és chinkolobwita.

## Característiques químiques
És un uranil-silicat hidratat de magnesi, del grup dels nesosilicats amb urani. La seva fórmula és Mg(UO₂)₂(SiO₃OH)₂(H₂O)₄·2H₂O. A més dels elements de la seva fórmula, sol portar com a impureses: tel·luri, níquel, sodi i potassi.

## Formació i jaciments
És un rar mineral que es forma com a secundari per l'acció d'aigües contenint sílice sobre la uraninita o altres jaciments de minerals de l'urani de formació primerenca, a la zona d'oxidació d'aquests jaciments.
Sol trobar-se associat a altres minerals com: uraninita alterada, kasolita, soddyita, torbernita, Uranofana, beta-uranofana, novacekita, metazeunerita o curita.

## Usos
És extret en les mines com a mena de l'estratègic urani. Per la seva forta radioactivitat, ha de ser manipulat i emmagatzemat amb els protocols adequats.